# دهستان کندوله
دهستان کندوله نام دهستانی در بخش دینور شهرستان صحنه، استان کرمانشاه در ایران است. براساس سرشماری مرکز آمار ایران در سال ۱۳۸۵، جمعیت آن ۵۰۸۰ نفر (۱۲۹۶ خانوار) بوده‌است.
طبق عهدنامه ارزنه‌الروم 19 ذیقعده سال 1238هجری قمری که بین نمایندگان ایران و عثمانی در مکانی به همین نام امضا شد پس از دستور دولت عثمانی کرد های بابانی ساکن سلیمانیه به کندوله و نواحی شمالی آن کوچ کردند. تا قبل از این عهدنامه سلیمانیه جزئی از خاک ایران بود اما پس از این عهدنامه سلیمانیه به عثمانی واگذار شد خاندان بزرگ بابان به اجبار دولت عثمانی از سلیمانیه کوچید و به این منطقه آمد. نام فامیلی این مهاجران سلیمانی ، پاشایی ، پاشایانی و بابانی است.